# Wereldkampioenschap schaatsen allround vrouwen 1936
Het vierde Wereldkampioenschap schaatsen allround voor vrouwen werd op 1 en 2 februari 1936 verreden in het Stockholm stadion in Stockholm, Zweden. Het was de eerste officiële editie onder de hoede van de ISU.
Er deden vijftien deelneemsters uit zeven landen (Zweden, Finland, Noorwegen, Zwitserland, Canada, Verenigde Staten en Japan) aan mee. Dit was het eerste kampioenschap dat over vier afstanden werd verreden, respectievelijk de 500m, 3000m, 1000m, en 5000m. De Canadese Florence Hurd, Noord Amerikaans indoor kampioen, had op 8 januari aangekonidigd niet aan de kampioenschappen deel te nemen.
De Amerikaanse Kit Klein (3e in 1935) werd de vierde (en eerste officiële) wereldkampioene, voor de Finse Verné Lesche (2e in 1934) en de Noorse Synnøve Lie (in 1933, '34 en '35 respectievelijk 2e, 3e en 2e). Er waren acht debutanten.

## Afstandsmedailles
| Afstand | Goud ·       | Zilver ·     | Brons ·      |
| ------- | ------------ | ------------ | ------------ |
| 500m    | Kit Klein    | Minako Taki  | Jane Bjerke  |
| 3000m   | Kit Klein    | Verné Lesche | Taeko Kitani |
| 1000m   | Verné Lesche | Synnøve Lie  | Kit Klein    |
| 5000m   | Verné Lesche | Kit Klein    | Taeko Kitani |

## Klassement
| Rang   | Schaatsster     | Land             | Punten  | 500m        | 3000m         | 1000m       | 5000m          |
| ------ | --------------- | ---------------- | ------- | ----------- | ------------- | ----------- | -------------- |
| Goud   | Kit Klein       | Verenigde Staten | 234,700 | 53,3 (1)    | 6.12,0 (1) WR | 1.55,2 (3)  | 10.18,0 (2)    |
| Zilver | Verné Lesche    | Finland          | 235,613 | 55,2 (4)    | 6.12,5 (2)    | 1.53,6 (1)  | 10.15,3 (1) WR |
| Brons  | Synnøve Lie     | Noorwegen        | 239,377 | 55,2 (4)    | 6.22,3 (5)    | 1.54,6 (2)  | 10.31,6 (4)    |
| 4      | Minako Taki     | Japan            | 241,387 | 54,0 (2)    | 6.22,9 (6)    | 1.58,3 (6)  | 10.44,2 (6)    |
| 5      | Taeko Kitani    | Japan            | 241,697 | 58,2 (12)   | 6.17,8 (3)    | 1.57,0 (5)  | 10.20,3 (3)    |
| 6      | Hattie Briggs   | Canada           | 247,997 | 56,0 (7)    | 6.33,7 (7)    | 2.01,4 (10) | 10.56,8 (7)    |
| 7      | Ella Berntsen   | Noorwegen        | 251,230 | 57,5 (10)   | 6.40,5 (9)    | 2.01,0 (9)  | 11.04,8 (8)    |
| 8      | Yasuko Kawanami | Japan            | 252,210 | 1.00,4 (14) | 6.35,4 (8)    | 2.03,4 (12) | 10.20,3 (3)    |
| 9      | Trudy Rogger    | Zwitserland      | 258,980 | 1.01,6 (15) | 6.43,8 (10)   | 2.06,7 (14) | 11.04,3 (9)    |
| NF4    | Undis Blikken   | Noorwegen        | 177,233 | 56,1 (8)    | 6.18,8 (4)    | 1.56,0 (4)  | NF             |
| NC11   | Jane Bjerke     | Noorwegen        | 182,133 | 54,8 (3)    | 6.47,9 (12)   | 1.58,7 (7)  |                |
| NC12   | Liisa Salmi     | Finland          | 183,650 | 55,7 (6)    | 6.46,2 (11)   | 2.00,5 (8)  |                |
| NC13   | Lissa Bengtsson | Zweden           | 188,850 | 56,4 (9)    | 7.08,7 (14)   | 2.02,0 (11) |                |
| NC14   | Gladys Ferguson | Canada           | 189,317 | 57,6 (11)   | 6.54,4(13)    | 2.05,3 (13) |                |
| NC15   | Choko Yanase    | Japan            | 208,467 | 1.00,0 (13) | 8.04,6 (15)   | 2.15,4 (15) |                |

* = met val
NC = niet gekwalificeerd
NF = niet gefinisht
NS = niet gestart
DQ = gediskwalificeerd
Vet gezet = kampioenschapsrecord